# カーツーム (映画)
『カーツーム』（原題:Khartoum）は、1966年制作のイギリスの歴史映画。
マフディー戦争のハルツーム包囲戦を題材とした作品。題名の「カーツーム」は、スーダンの首都ハルツームの英語読みである。

## あらすじ
英国の半植民地状態にあった頃のスーダン。ムハンマドの使徒を気取るマフディーは、マフディー戦争と呼ばれる反乱を開始。
エジプト駐留の英軍が討伐に向かうが、マフディー軍はこれを打ち破ったばかりか、武器を奪ってさらに勢力を拡大させる。しかし、英国政府は事態を楽観視しており、かつてのスーダン総督ゴードンを安直に復帰させる。当初ゴードンは地元民に歓迎され、ゴードンを尊敬するマフディーにも歓待されたが、マフディーは戦争はやめないと明言。
ゴードンと英国政府はマフディーを抑えられる人物として有力者ハリールを担ぎ出そうとするが、ハリールはかつてゴードンがハリールの息子を処刑したのを恨んでおり、協力を拒否。援軍のウォルスリー将軍は不真面目で、その間にもマフディー軍は進撃を続け首都カーツームが砲撃される事態に陥る。
英軍はいったんマフディー軍を退却させ、居留民を逃がす作戦を敢行。ゴードンの側近スチュアート大佐が一行に同行するが、途中でマフディー軍に捕まり全員が惨殺される。ゴードンとマフディーの再度の交渉も決裂。ゴードンは帰国を勧められたが拒否、やがてマフディー軍の総攻撃により戦死した。

## キャスト
| 役名                 | 俳優                     | 日本語吹替 |
| 役名                 | 俳優                     | NETテレビ版 |
| -------------------- | ------------------------ | --- |
| チャールズ・ゴードン | チャールトン・ヘストン   | 納谷悟朗 |
| マフディー           | ローレンス・オリヴィエ   | 穂積隆信 |
| バリング卿           | アレクサンダー・ノックス | |
| グラッドストン首相   | ラルフ・リチャードソン   | 池田忠夫 |
| グランヴィル卿       | マイケル・ホーダーン     | |
| スチュアート大佐     | リチャード・ジョンソン   | 小林修 |
| ハーティントン卿     | ヒュー・ウィリアムズ     | |
| ハリール             | ジョニー・セッカ         | |
| ウォルスリー将軍     | ナイジェル・グリーン     | |
| キッチナー少佐       | ピーター・アーン         | |
| ナレーション         | N/A                      | 矢島正明 |
| 不明 その他          |                          | 小林清志 原田一夫 森山周一郎 大宮悌二 大木民夫 北村弘一 加茂喜久 西田昭市 松村彦次郎 国坂伸 真木恭介 寺島幹夫 加藤正之 緑川稔 水島晋 秋元千賀子 嶋俊介 野本礼三 筈見純 |
|                      |                          | |
| 演出                 | 演出                     | 小林守夫 |
| 翻訳                 | 翻訳                     | 木原たけし |
| 効果                 |                          | |
| 調整                 |                          | |
| 制作                 | 制作                     | 東北新社 |
| 解説                 |                          | |
| 初回放送             | 初回放送                 | 1973年4月7日、14日 『土曜映画劇場』 |